# Praxinoscopi

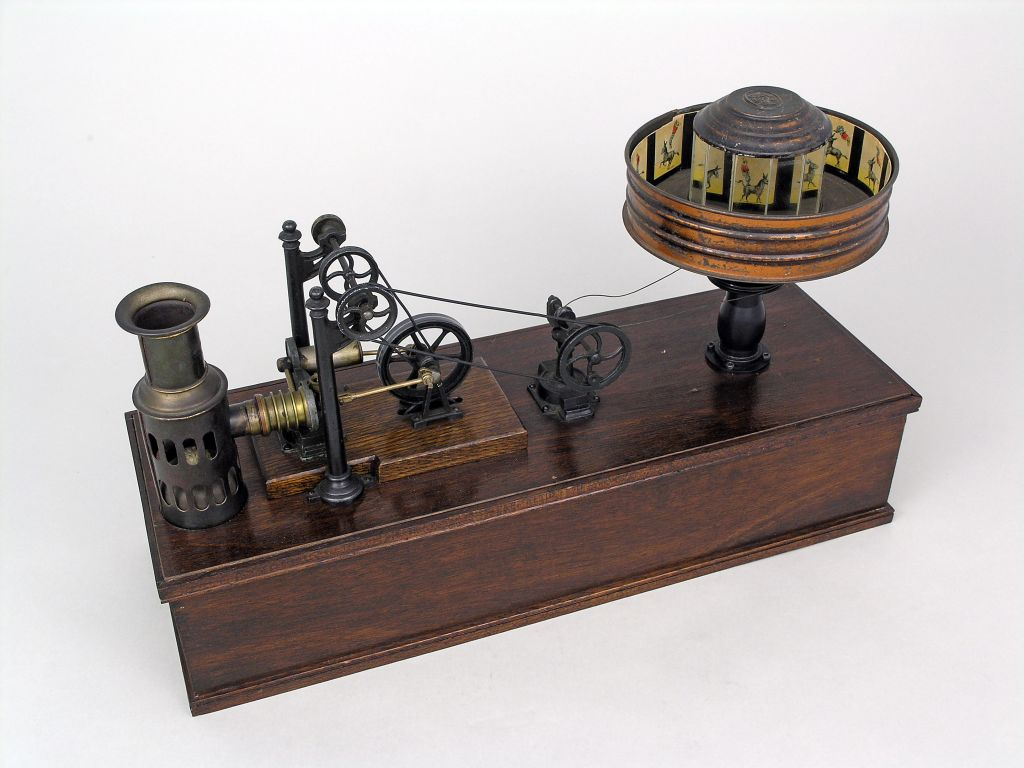
Un praxinoscopi realitzat per Ernst Plank, de Nuremberg, Alemanya, i accionat per un motor d'aire calent en miniatura. Ara es troba a la col·lecció de Thinktank, Birmingham Science Museum.

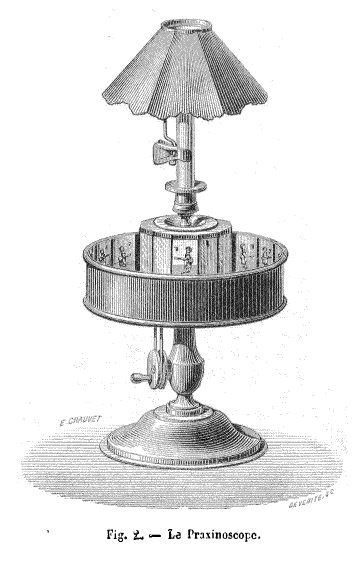
Dibuix d'un praxinoscopi

Un praxinoscopi (del grec praxis (moviment) i skopein (examinar, mirar)) és una joguina òptica, un giny d'animació inventat per Charles-Émile Reynaud el 1876 (patent del 1877).
El praxinoscopi és constituït per un tambor giratori, un cilindre central immòbil envoltat de miralls acoblats i una tira de 12 dibuixos fixada a la part interior del tambor que componen un moviment cíclic; de manera que quan gira el tambor, si es mira un dels miralls de l'interior, la successió d'imatges crea la impressió de moviment. Es tracta d'una versió perfeccionada del zoòtrop de William George Horner, les ranures d'aquell s'han substituït per 12 miralls rectangulars que reflecteixen cadascuna de les imatges de la tira de dibuixos. L'angle que existeix entre el mirall que reflecteix el fotograma i el següent actua com a obturador. A diferència de les escletxes del zoòtrop de Horner, els miralls de Reynaud generen sensació de moviment menys sobtat i amb millor visibilitat i més lluminositat, gràcies a l'eliminació del temps d'obturació.
El praxinoscopi va rebre una menció a l'Exposició Universal de París del 1878 i va tenir força èxit comercial, per la qual cosa va ser la base per altres invencions de Reynaud com el praxinoscopi-teatre (1879), la toupie fantoche (1879), el praxinoscopi projector i el teatre òptic.
Aquest invent serà cabdal per arribar a la invenció del cinema, ja que es va aconseguir dotar de moviment a les imatges estàtiques, tot i que no es tractaven de fotografies, sinó de dibuixos. La base tècnica per aconseguir aquesta sensació de moviment serà l'obturació, la qual també es tindrà molt en compte quan els germans Lumière inventin el cinematògraf.

## Etimologia
La paraula praxinoscopi és composta i prové del grec antic: praxis es tradueix al català com a “acció”, implica moviment, mentre que, per altra banda, “scopeo” implica a la visió humana i es tradueix pel verb “mirar”.
Amb aquesta paraula es descriu breument el funcionament d'aquesta invenció, que donava la sensació de moviment (praxis) amb l'ajuda de miralls mòbils que manipulaven la visió (scopeo) de l'usuari.

## Història
El praxinoscopi va ser inventat durant l'any 1876, quan Reynaud va construir un fenaquistiscopi per un nen i va veure que les imatges eren ombrejades pel pas de les ranures per davant. Va decidir corregir aquest defecte emprant uns miralls en forma de prismes i va fabricar un nou instrument: el praxinoscopi. La descripció de l'objecte va ser la següent: “una caixa de miralls, una sèrie de 12 petits miralls verticals enganxats al costat de l'altre de manera que formaven un polígon prismàtic, col·locat al centre d'una corona, sobre la cara interior de la qual es col·locava una tira de paper amb un dibuix de 12 fases de moviment”.
El 30 d'agost del 1877 es va patentar l'objecte, que fins aquell moment havia romàs d'autoria anònima.
El desembre de 1877, Reynaud va presentar el praxinoscopi a l'Exposició Universal de París, on va a començar a popularitzar-se.

## Moviment del Praxinoscopi
El tipus de moviment del praxinoscpoi consisteix en una seqüència de moviments on es repeteix contínuament la mateixa acció, creant una acció cíclica marcada per l'activar i desactivar del mecanisme de funcionament de cada objecte. En aquesta classe de joguines òptiques, la mirada i la manipulació de l'objecte són aspectes crucials. la mirada de l'espectador serà immòbil, ja que veurà com d'avant d'ell succeeixen els fets. Aquests són activats, marcant el ritme al seu gust, per la mateix persona que mira.

### Moviment harmònic simple
un moviment harmònic simple és el que descriu una partícula sotmesa a una força restauradora proporcional al seu desplaçament. Es genera llavors un moviment que es repeteix a cada cert interval de temps, però aquest només serà harmònic si la força restauradora del moviment periòdic és proporcional al desplaçament 

### Moviment circular uniforme
El moviment circular uniforme és un moviment d'un cos atravesant, amb una rapidesa constant, una trajectòria circular. És a dir, aquell en el que el mòbil es desplaça en una trajectòria circular a una velocitat constant,. Es consideren dos velocitats, la rapidesa del desplaçament de mòbil i la rapidesa en la que varia un angle de gir. Encara que la rapidesa de l'objecte sigui constant, la seva velocitat no ho és: la velocitat, una magnitud vestorial, tangent a la trajectòria, en cada instant canvia de direcció. 

## Lleis

### Llei dels miralls
Els miralls són superfícies planes i pavimentades on  es produeix el fenomen de la reflexió. Aquest es produeix quan els rajos de llum parteixen d'un mateix punt i es concentren en un altre de diferent, dient que el segon és la imatge del primer.
Les imatges es poden classificar segons la naturalesa en: 
- Reals: els rajos reflectits s'intercepten en un punt després d'interactuar amb un mirall o lent
- Virtuals: els rajos reflectits divergeixen i són les seves projeccions les que s'uneixen en un punt després d'interactuar amb un mirall o lent.

Respecte la posició, les imatges poden ser: 
- Dretes: estan orientades igual que l'objecte
- Invertides: estan en posició contrària a l'objecte.

Segons la seva mida, les imatges es denominen:
- Augmentades: si són més grans que l'objecte.
- Disminuïdes: si són més petites en relació amb l'objecte.

### Tipus de miralls
Miralls plans angular: Aquests es formen quan s'uneixen dos miralls plans per un cantó formant un angle determinat, segons la mida d'aquest al col·locar un objecte entre ells s'observarà un nombre diferent d'imatges.
Miralls esfèrics: Consisteixen en un casquet d'una esfera buida les quals reflecteixen els raigs lluminosos que incideixen en ells.
Miralls còncaus: Aquests fan convergir els rajos lluminosos paral·lels a través de la col·locació d'una ampolleta en el focus. Segons la ubicació de l'objecte es poden produir imatges reals i virtuals. S'utilitzen en els focus dels vehicles. 
Miralls convexos: Aquesta classe de miralls fan convergir els rajos lluminosos paral·lels tot i que aquests només s'utilitzen per formar imatges virtuals.

## Antecedents
L'autor de la primera teoria de la resistència retinal fou Joseph Plateau, ja que el 1832 va inventar el Phenakistiscopi el qual consistia en un disc de cartró on el seu perímetre estava foradat per fines esquerdes radials equidistants que portava una corona de dibuixos que representaven successives fases d'un moviment cíclic. Si posaves l'ull a nivell de les ranures i fent girar ràpidament el disc, es creava l'il·lusió del moviment.
Quasi al mateix temps, Simon Stampfer inventà el Stroboscopi el qual només es diferenciava per la separació de les esquerdes i pels dibuixos fets per dos discos diferents rodats en sentits contraris.
Finalment el més famós al llarg del segle xix fou el Zoòtrop, conebut per William George Horner el 1834. Les esquerdes d'aquest estaven a la part superior del cilindre negre i els dibuixos eren portats per una cinta inamovible col·locada al seu interior.

## Teatre òptic
Article principal: Teatre òptic
El Teatre Òptic (o Praxinoscopi-Teatre) és una variant del praxinoscopi inventada pel mateix Charles-Émile Reynard el 1888 que permetia projectar la imatge en moviment.
Funcionava a partir de dues llanternes màgiques. La primera projectava a la pantalla una imatge fixa que funcionava com a fons de la escena. La segona projectava les imatges dibuixades a mà de la cinta. El conjunt de les dues projeccions era una pel·lícula animada en un sol escenari.
El 1888, Reynard presenta el seu nou invent, les Pantomimes Lumineuses, una projecció pública d'una pel·lícula d'animació.
Com que havia de dibuixar cada "fotograma" de la cinta a mà, no va tenir temps d'innovar. Tres anys més tard, els Lumière presentaven el cinematògraf, un invent que aconseguia fer el mateix però amb fotografies i constituït per un aparell i cinta molt més lleugers i fàcils de transportar.
El teatre òptic va caure a l'oblit i a la ruïna. Es diu que Reynard va llençar l'últim exemplar de Praxinoscopi-teatre, juntament amb les cintes, al Sena.

## Aparició en pel·lícules
A la pel·lícula Tarzan, concretament en l'escena musical “Strangers like me” hi aparixen diversos aparells tecnològics que s'estaven fent molt populars a l'època en la qual se situa el film.
L'acció succeeix a finals del segle xix, quan alguns protagonistes s'instal·len a les costes d'Àfrica com a colons anglesos. Tarzan, fill d'uns altres anglesos que van perdre la vida en un naufragi, no ha conegut la vida civilitzada d'Anglaterra i, per tant, no coneix la majoria d'objectes que porten amb ells els colons. Entre aquests aparells en destaquen dos: la llanterna màgica i el praxinoscopi.
A la meitat de l'escena en Tarzan es troba al camp on els colons han deixat totes les seves pertinences i, entre aquestes, hi troba un praxinoscopi. Com que ell no sap què és, el professor Archimedes Porter li mostra què és el que fa. Li fa girar el tambor que conté la tira d'imatges i, en Tarzan, en veure com es reflecteixen als miralls de l'interior i es mou com una persona real, es queda meravellat de l'invent fins al punt que s'imagina que l'home que veu pedalejant una bicicleta és ell. 

## Adaptació del segle XX: Red Raven Magic Mirror[10]
L'any 1956 va aparèixer als Estats Units el Red Raven Magic Mirror, una adaptació del praxinoscopi en forma de disc fonogràfic per a nens. Es tractava d'un reflector praxinoscòpic de setze costats amb facetes angulades, el qual es col·locava sobre l'eix del tocadiscs i girava a una velocitat de 78 rpm, juntament amb el disc que tenia una gran etiqueta amb una seqüència de setze fotogrames d'animació entrellaçats i disposats al voltant del seu centre. D'aquesta manera, a mesura que s'anava reproduint el disc, l'usuari podia mirar a través del Magic Mirror i veure una escena animada que s'anava repetint infinitament i que il·lustrava la cançó gravada.
A la dècada de 1960 es van introduir diferents versions del Red Raven Magic Mirror a països d'Europa i Japó amb diversos noms: Teddy a França i els Països Baixos, Mamil Movition a Itàlia, etc.